# Údolní nádrž Vranov
Údolní nádrž Vranov är en reservoar i Tjeckien. Den ligger i den sydöstra delen av landet, 170 km sydost om huvudstaden Prag. Údolní nádrž Vranov ligger 380 meter över havet.  I omgivningarna runt Údolní nádrž Vranov växer i huvudsak blandskog.